# Épreuve du kilomètre aux Jeux olympiques d'été de 1996
Navigation
Barcelone 1992 Sydney 2000
L'épreuve du kilomètre masculine aux Jeux de 1996 consiste en une course contre-la-montre dans laquelle chacun des 20 participants essaye d'établir le meilleur temps en parcourant quatre tours de piste (1 kilomètre).

## Course (24 juillet)
| Rang | Athlète                | Pays              | Temps               |
| ---- | ---------------------- | ----------------- | ------------------- |
| 1    | Florian Rousseau       | France            | 1 min 02 s 712 (RO) |
| 2    | Erin Hartwell          | États-Unis        | 1 min 02 s 940      |
| 3    | Takanobu Jumonji       | Japon             | 1 min 03 s 261      |
| 4    | Sören Lausberg         | Allemagne         | 1 min 03 s 514      |
| 5    | Jean-Pierre van Zyl    | Afrique du Sud    | 1 min 04 s 214      |
| 6    | Grzegorz Krejner       | Pologne           | 1 min 04 s 697      |
| 7    | Dimitrios Georgalis    | Grèce             | 1 min 04 s 995      |
| 8    | Ainārs Ķiksis          | Lettonie          | 1 min 05 s 457      |
| 9    | Christian Meidlinger   | Autriche          | 1 min 05 s 530      |
| 10   | Gene Samuel            | Trinité-et-Tobago | 1 min 05 s 533      |
| 11   | Bogdan Bondariew       | Ukraine           | 1 min 05 s 658      |
| 12   | Dirk Jan van Hameren   | Pays-Bas          | 1 min 05 s 886      |
| 13   | José Antonio Escuredo  | Espagne           | 1 min 05 s 944      |
| 14   | Darren McKenzie-Potter | Nouvelle-Zélande  | 1 min 06 s 311      |
| 15   | Gianluca Capitano      | Italie            | 1 min 06 s 408      |
| 16   | Shaun Wallace          | Grande-Bretagne   | 1 min 06 s 456      |
| 17   | Ángel Darío Colla      | Argentine         | 1 min 06 s 619      |
| 18   | Alexandre Kiritchenko  | Russie            | 1 min 07 s 013      |
| 19   | Hong Seok-Han          | Corée du Sud      | 1 min 07 s 099      |

## Abandon
- Shane Kelly

## Sources
- Résultats